# Tato Escriche

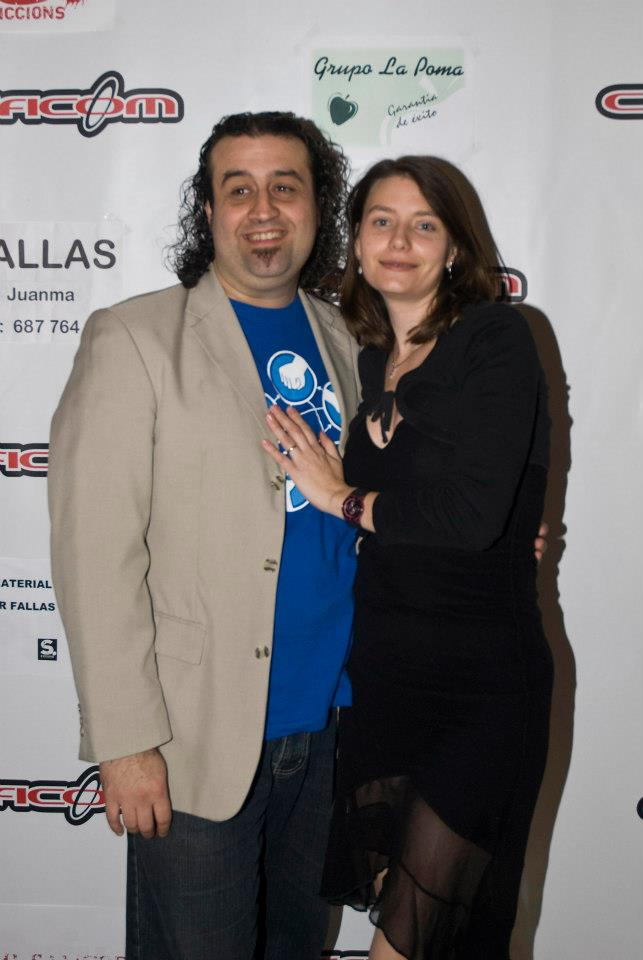
Tato Escriche junto a su mujer Sandra

Vicente Escriche Montil (Valencia, 1980, actualidad) alias «Tato Escriche» es un director de producciones independientes y músico de Valencia. En el 2007 fundó la compañía de producciones audiovisuales SoloFiccions y desde entonces ha dirigido multitud de producciones de todos los ámbitos cinematográficos. Formado en diversas academias artísticas como la Fundación Autor y el grupo Vaixell de Valencia, comienza su carrera en su primera producción, Perdida, que fue dirigida por Domingo Ortega.
En 2012 tras estrenar un cortometraje junto a la asociación Saga Skywalker para promocionar una campaña de Kinepolis para el estreno del Episodio III de Star Wars y dirigir el cortometraje Nuevos caminos basado en el relato del escritor granadino Antonio Martín Morales. En verano de ese mismo año se embarca en lo que se conoce como una Mini-Superproducción de época romana llamada Mi sangre protagonizada por el actor valenciano Jason Matilla y con la colaboración especial de Pepe Mediavilla.
En septiembre de 2012 comienza a trabajar como animador sociocultural en la red de centros juveniles de la ciudad de València, organizando y gestionando programas para la juventud e impartiendo talleres monográficos de cine.
Ya en 2013 SoloFiccions apoya la preproducción de una saga de películas de Terror llamadas "El Vínculo" una historia de fantasía y terror escrita por Joaquín Calvo. Debido a la demanda de material visual de varias productoras interesadas en el proyecto en agosto de este mismo año codirige el «teaser» de "El Vínculo" protagonizado por Sergio Caballero y Pepe Mediavilla, el cual se estrena en Kinepolis Valencia.
En 2014 y 2015 escribe 5 capítulos de la serie VERSIÓN ORIGINAL. Una serie de suspense paranormal al más puro estilo Hitchcock. Su primer capítulo, protagonizado por Manu Badenes (Comedy Central), se estrena en televisión el 14 de octubre tras su presentación oficial en Valencia.
Ese mismo año comienza su formación como actor de doblaje y locutor en escuelas de Valencia como Ac Estudis, donde logra participar en sus primeras producciones para cine y televisión, series como LoliRock de Disney Channel o películas como Slow West o USS Indianapolis: Men of Courage.

## Vida personal
Vicente Escriche Montil nace en Valencia el 27 de octubre de 1980, hijo de María Pilar y Vicente. Desde muy pequeño fue notable su interés por las artes audiovisuales, no solo en producciones caseras junto a su hermana Esther sino también en actuaciones escolares y en eventos del barrio de la Malvarrosa donde creció. Con solo 12 años empezó a tocar la guitarra y con tan solo 17 años forma su primera banda "Esencial" que logra actuar en fallas, escuelas e incluso conciertos organizados por asociaciones juveniles.
Cursó sus estudios en el colegio público Malvarrosa y aunque nunca fue muy buen estudiante siempre destacaba en las artes plásticas y en la organización de actividades para el barrio. Después de cursar Formación Profesional en el IES Cabanyal, se dedica a su primer trabajo vendiendo seguros puerta por puerta, lo cual él siempre ha reconocido que le sirvió para "aprender a expresarse de una manera que la gente pueda entenderte", experiencia que le ayudó a construir las historias que ha dirigido en su carrera. 
En 2006 conoce a su esposa Sandra Pérez, la cual le ayuda durante su carrera como músico y director y continua haciéndolo en la actualidad. En 2018 tienen a su primer hijo Vicente.

## Doblaje y locución

### Series
| Año  | Serie                          | Personaje  | Estudio    |
| ---- | ------------------------------ | ---------- | ---------- |
| 2015 | LoliRock                       | Panadero   | Ac Estudis |
| 2015 | No Game No Life                | Voz en off | Ac Estudis |
| 2016 | Nación Z                       | Samuel     | Ac Estudis |
| 2018 | Minicasas de Ensueño (Reality) | Varios     | De4a2      |

### Películas
| Año  | Película                     | Personaje         | Estudio     |
| ---- | ---------------------------- | ----------------- | ----------- |
| 2015 | Slow West                    | Winston           | Ac Estudis  |
| 2015 | Matar el tiempo (Valenciano) | Chef              | Ac Estudis  |
| 2016 | Kilo Two Bravo               | Radio             | Ac Estudis  |
| 2016 | Life on the Line             | Voces adicionales | Ac Estudis  |
| 2016 | Hombres de Valor             | Voces adicionales | Ac Estudis  |
| 2021 | La flota de Indias           | Audiodescripción  | Virtual Art |

## Carrera musical
-Grupo Esencial
-Arreglista en el disco de Rançe Patriçe en estudios Akana
-Grupo Tanga Azul Celeste (Guitarra Solista)
-Orquesta Luna de Valencia
-Orquesta Morgana
-Grupo La Era del Sueño (guitarra solista)
-Grupo ValRock (Guitarra y Cantante)
-Arreglos en el disco Deiá del grupo Deiá
-Artista invitado en el concierto homenaje a Vicente Moya en el Palau de la Música
-Orquesta Zenit, Guitarra Solista
-Teatro Flumen, "La Jaula de Grillos" Guitarra
-Teatro FLumen, "Dulce Condena" Historia teatralizada de "Los Rodriguez" (Ariel Rot)
-Orquesta Black Band, Guitarra Solista

## Filmografía

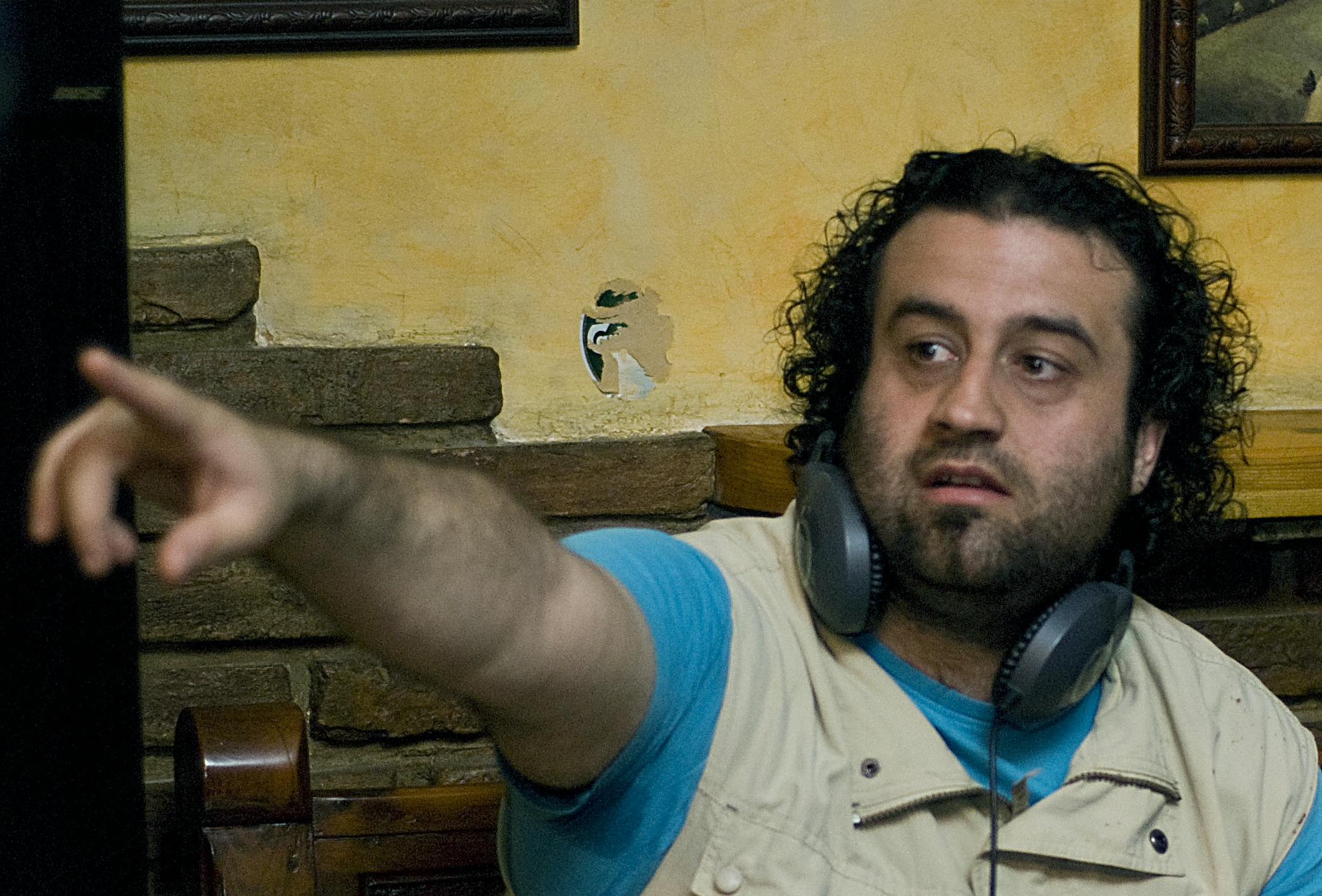
Tato Escriche, director valenciano

### Dirección y producción
2007.-"Perdida", Guion, Producción y Edición, Dirección: Domingo Ortega
2008.-"Catapulta Griega", Guion, Producción y Edición y Dirección
2012.-"Amenaza en Kinépolis"(cortometraje promocional emitido en Kinépolis) Dirección y edición
2012.-VideoBook Jason Matilla, Monólogo: "Hombre mirando al sudeste", Dirección
2012.-"Nuevos Caminos", Coguionista, edición y Dirección
2012.- "Mi Sangre" (Mediometraje), Coguionista y Dirección
2012.-VideBook Marco Matilla Escenas cinematográficas Dirección
2012.-VideBook Jason Matilla Escenas cinematográficas Dirección
2012.-VideBook Salva Belenguer Escenas cinematográficas Dirección
2013.- ¿Causa de la muerte?(cortometraje) Negocios, Dirección
2013.- La Kelly lo sabe (Cortometraje) Dirección
2013.- "El Vínculo" (Teaser) Codirección
2014.- Spot Coca Cola "Joining Life" Dirección y coproducción
2014.- Spot Coca Cola "Taxi" Dirección y coproducción
2014.- Versión Original (Serie) Guion, Dirección y Producción
2015.- Versión Original (Segundo capítulo) (Serie) Guion, Dirección y Producción

### Reportajes
2008.-Macro-Concierto de primavera, Sociedad musical Santa Cecilia, Sedaví. Dirección y Edición
2010.-Concierto del grupo Jailbreak Sala Darkness, Dirección
2011.-Vídeo Informativo de la Sociedad Valenciana Protectora de Animales y Plantas, Dirección
2012.-Concierto del grupo Deiá en la sala "El Asesino", Dirección

### Bandas sonoras
2006.-"Ray Sueños" de Domingo Ortega
2007.-"Perdida" de Domingo Ortega
2008.-"Catapulta Griega"
2011.- Vídeo Informativo de la Sociedad Valenciana Protectora de Animales y Plantas
2012.- "Nuevos Caminos" Banda sonora Original.

### Docencia y colaboraciones
-Dirección de casting "Redes de Traición" de Spectro Films
-Asesor Técnico "Redes de Traición" de Spectro Films
-Taller de Cine en centros juveniles de Valencia
-Colaborador en Radio Esport 91.4 Valencia en el programa Ya Estamos Todos
-Conferencias y presentaciones en certámenes de cine nacionales: http://cificom.es/wp-content/uploads/2015/01/Captura-de-pantalla-2015-01-26-13.10.53.png